# 河野篤
河野 篤（こうの あつし）は、日本の歯科医師・歯学者。鶴見大学名誉教授、新横浜歯科衛生士専門学校学校長、元鶴見大学歯学部長、元鶴見大学第一歯科保存学教室教授、カンボジアの健康及び教育と地域を支援する会 理事長。

## 著作
- 河野篤 他『保存修復の基本マニュアル』医歯薬出版、1980年1月。ISBN 978-4-263-40276-4。
- 渡辺義男（編集代表）、河野篤 他 編『保存 ; 小児歯科 ; 口腔衛生』六法出版社〈歯科診療 : Questions & Answers〉。 NCID BN13930011。
- 河野篤 他『保存修復の臨床マニュアル』医歯薬出版、1998年10月。ISBN 978-4-263-40542-0。
- 河野篤 他 著、久光久、松尾通 編『歯の漂白 : Lightening』デンタルフォーラム。 NCID BN08452351。
- 河野篤 他 著、片山伊九右衛門 編『保存科各論III 保存修復』医歯薬出版〈最新歯科医学知識の整理（フロリアシリーズ）〉、1994年9月。
- 秋本尚武、河野篤 著「接着・合着の前に考えること  象牙質コーティングの効果」、中尾勝彦、飯島国好 編『隔月刊「補綴臨床」別冊 実力アップ 接着・合着』医歯薬出版。
- 河野篤 他 著、加藤喜郎、小野瀬英雄 編『カラーアトラス 保存修復の臨床』（第2版）医歯薬出版、1996年4月。ISBN 978-4-263-45325-4。
- 河野篤 他 著、久光久、松尾通 編『歯の漂白 : Lightening』（改訂版）デンタルフォーラム。ISBN 4925073052。 NCID BA33246123。
- 河野篤 他 著、小野瀬, 英雄、井上, 廣; 平井, 義人 ほか 編『保存修復学』（第4版）医歯薬出版、2000年3月。ISBN 978-4-263-45463-3。
- 河野, 篤、田上, 順、福島, 正 編『変色歯・着色歯への対応』医歯薬出版〈歯界展望別冊〉、2000年12月20日。
- 秋本尚武、桃井保子『レジン充填でいこう 使いこなしのテクニック』監修 河野篤、永末書店、2002年3月30日。ISBN 4816011137。
- 河野篤 他 著、日本接着歯学会 編『接着歯学 Minimal Interventionを求めて』医歯薬出版、2002年4月20日。ISBN 978-4-263-44135-0。
- 河野篤 他 著、千田, 彰、寺下, 正道; 田上, 順次 ほか 編『保存クリニカルガイド』医歯薬出版、2003年8月。ISBN 9784263455661。

## 所属団体
- 日本歯科医学会
  - 日本歯科保存学会 名誉会員[3]
  - 日本歯科医学教育学会 評議員[4]
  - 日本接着歯学会 名誉会員[5]、第11回大会長[6]
- 日本歯科色彩学会 名誉会員[7]
- 日本歯科産業学会 理事[8]
- ピエールフォシャールアカデミー国際歯学会日本部会 常任理事[9]
- カンボジアの健康及び教育と地域を支援する会 理事長[10]

| 学職                                   | 学職                                                              | 学職                                           |
| -------------------------------------- | ----------------------------------------------------------------- | ---------------------------------------------- |
| 先代 内山洋一 第10回 1992年 北海道大学 | 日本接着歯学会学術大会 大会長 第11回 1993年 鶴見大学 平澤忠と共に | 次代 丸山剛郎 第12回 1994年 兵庫県歯科医師会館 |